# Neosybra ropicoides
Neosybra ropicoides là một loài bọ cánh cứng trong họ Cerambycidae.